# Wolfgang Wiegand
Wolfgang Wiegand (* 8. Mai 1940 in Nordhausen; † 13. Juni 2025) war ein Rechtswissenschaftler und Hochschullehrer. Er stammte ursprünglich aus Deutschland, seine Lehrtätigkeit erfolgte jedoch hauptsächlich in der Schweiz. Seine Spezialgebiete waren das Privatrecht, insbesondere das Sachenrecht und das Arzthaftungsrecht, sowie das Bankrecht.

## Leben
Wiegand studierte von 1961 bis 1966 Rechts- und Wirtschaftswissenschaften an der Freien Universität Berlin und der Universität München, 1966 schloss er sein erstes juristisches Staatsexamen, 1970 sein zweites juristisches Staatsexamen (Assessorexamen). Von 1966 bis 1976 war er Assistent an der Juristischen Fakultät der Universität München, 1972 wurde er zum Dr. iur. promoviert. 1976 wurde er für die Fächer Deutsche und Europäische Rechtsgeschichte, Zivilrecht und Zivilprozessrecht habilitiert.
Ab 1977 war Wiegand Professor für Privatrecht, Privatrechtsgeschichte, Bank- und Wirtschaftsrecht an der Universität Bern sowie Direktor des Zivilistischen Seminars an der Universität Bern. 1981/82 bekleidete er das Amt des Dekans der Rechts- und Wirtschaftswissenschaftlichen Fakultät der Universität Bern. Von 1993 bis 2005 war er zudem auch Direktor des Instituts für Bankrecht sowie Leiter des Departements für Privatrecht der Universität Bern. 2005 erfolgte seine Emeritierung an der Universität, danach war er von 2005 bis 2006 als Gastprofessor an der Universität Luzern tätig.
Wiegand war 1983 Gründer und ist seitdem verantwortlicher Herausgeber der Zeitschrift recht. Zeitschrift für juristische Ausbildung und Praxis, Bern. Er war zudem wissenschaftlicher Herausgeber der Online-Fachpublikation Jusletter.

## Schriften (Auswahl)
Staudinger, Kommentar zum BGB:
- 12. Auflage
  - Kommentierung der §§ 1204–1296, (davon § 1273 ff. unter Mitwirkung von Dr. H. Riedel), Berlin 1981
  - Kommentierung der §§ 929–950, Berlin 1983 bis 1989
- 13. Auflage
  - Kommentierung der §§ 1204–1296, Berlin 1997
  - Kommentierung der §§ 929–950, Berlin 1996
- 14. Auflage
  - Kommentierung der §§ 1204–1296, Berlin 2002

Kommentar zum Schweizerischen Privatrecht, Obligationenrecht I (Basler Kommentar). Hrsg. v. Heinrich Honsell, Peter Nedim Vogt, Wolfgang Wiegand:
- - 1. Auflage, Kommentierung der Artikel 97–109 und 119 OR, Basel 1992
  - 2. Auflage, Kommentierung der Artikel 18, 97–109 und 119 OR, Basel 1996
  - 3. Auflage, Kommentierung der Artikel 18, 97–109 und 119 OR, Basel 2003